# Tephrella variegata
Tephrella variegata är en tvåvingeart som beskrevs av Chandrasekharamenon Radhakrishnan 1984. Tephrella variegata ingår i släktet Tephrella och familjen borrflugor. Inga underarter finns listade i Catalogue of Life.